# Andy Kawaya
Andy Kawaya (* 23. August 1996 in Brüssel) ist ein ehemaliger belgischer Fußballspieler. 
Sein Debüt in der 1. Division absolvierte Kawaya am 1. November 2014 (14. Spieltag) im Spiel gegen den Sporting Lokeren (1:1). Anfang Januar 2016 wurde er bis 30. Juni 2016 an Willem II Tilburg verliehen. Dort debütierte er in der Eredivisie am 17. Januar 2016 gegen NEC Nijmegen (0:1). Nach der Rückkehr zum RSC Anderlecht wechselte er zu KV Mechelen. Dort blieb er jedoch nur ein Jahr. Denn danach wechselte er zu Calcio Avellino SSD. Jedoch nach nur einem Monat dort wurde sein Vertrag direkt wieder aufgelöst. Ein halbes Jahr war er somit vereinslos. Am 29. Januar 2019 nahm ihn der spanische Drittligist Cultural Leonesa auf. Sein Debüt in der spanischen dritten Liga gab er am 24. März 2019 bei dem 3:1-Sieg über Celta Vigo B.

## Erfolge
RSC Anderlecht
- Belgischer Meister: 2013/14